# Amphidraus santanae
Amphidraus santanae is een spinnensoort in de taxonomische indeling van de springspinnen (Salticidae).
Het dier behoort tot het geslacht Amphidraus. De wetenschappelijke naam van de soort werd voor het eerst geldig gepubliceerd in 1967 door María Elena Galiano.